# Traspinedo
Traspinedo is een gemeente in de Spaanse provincie Valladolid in de regio Castilië en León met een oppervlakte van 26,30 km². Traspinedo telt 1.089 inwoners (1 januari 2016).